# We Gotta Fight
「We Gotta Fight」（ウィ ガッタ ファイト）は、日本のバンド・XYの楽曲。2017年5月10日にソニー・ミュージックレーベルズからデビュー・シングルとして発売された。楽曲はテレビ東京系アニメ『よりぬけ!銀魂さん 過去回想篇』のエンディングテーマとして使用された。シングルは、オリコン週間シングルランキングで最高位48位を記録。
本項では、本作を歌唱・演奏したXYについても触れる。

## 背景・リリース
2017年4月3日、アニメ『よりぬけ!銀魂さん 過去回想篇』の放送が開始され、同作のエンディングテーマを歌唱するアーティストとして「XY」が公開される。2日後の4月5日、5月10日に「We Gotta Fight」がXYのデビュー・シングルとして発売されることを発表。
シングルは、期間生産限定盤と通常盤の2形態で発売され、期間生産限定盤には表題曲のミュージック・ビデオを収録したDVDが付属。ジャケット写真が異なっており、期間生産限定盤には描き下ろされたアニメイラストが使用され、通常盤のジャケットではメンバー4人のシルエットが描かれている。
4月14日、「We Gotta Fight」のミュージック・ビデオが公開された。
4月19日にアニメで実際に使用されたアレンジ「We Gotta Fight -TV Size-」の先行配信が開始され、5月3日にCD発売に先駆けて配信パッケージの配信が開始された。
2023年3月15日にアニメ『銀魂』の主題歌集『銀魂BEST5』が発売され、「We Gotta Fight」が10曲目に収録された。

## XY
XY（エックス・ワイ）は、「特殊音楽型進化脳を持ち、音楽を演奏する時だけ大人になってしまう謎だらけの特殊能力用事変動型バンド」という設定を持つ4人組バンド。本作の発売以降、作品のリリースをはじめとした活動実績がなく、本作がXYにとって唯一の作品となっている。

### メンバー
※公式プロフィールの記載に準拠。
|      | 名前     | 名前    | 担当   |
| かな | ローマ字 |         | 担当   |
| ---- | -------- | ------- | ------ |
| 01   | いくら   | IKURA   | Vocal  |
| 02   | たけし   | TAKESHI | Guitar |
| 03   | みよ     | MIYO    | Bass   |
| 04   | ほうぜん | HOUZEN  | Drums  |

## 評価
Billboard JAPANは、本作の特集記事でアニメ作品のサムライたちが躍動する世界をイメージさせる8ビートが刻まれたロックナンバーと紹介し、闘うしかなかった…覚悟を決めた者の熱い意思がボーカル、ギターのカッティングから伝わってくる。けれどその裏で、争うことの切なさや失いの苦しみに寄り添う鍵盤の音色が平行し、感情が揺さぶられ、さらにボーカルから入るサビにもその動揺に似た内なる叫びが響き、増長させられてしまうのだと評した。
Real Soundは、エモやラウド系のエッセンスを取り入れた激しくも切ない曲調と、弱者が不条理に立ち向かっていく姿を描いた力強い歌詞が絡み合い、じわじわと聞き手の胸を打ってくると評した。

## シングル収録曲
| 全作詞: いくら、全作曲・編曲: たけし。 |                                           |        |            |      |
| #                                      | タイトル                                  | 作詞   | 作曲・編曲 | 時間 |
| 1.                                     | 「We Gotta Fight」                        | いくら | たけし     | 4:33 |
| 2.                                     | 「他力が本願」                            | いくら | たけし     | 3:31 |
| 3.                                     | 「武骨者」                                | いくら | たけし     | 4:00 |
| 4.                                     | 「We Gotta Fight -TV Size-」              | いくら | たけし     | 1:31 |
| 5.                                     | 「We Gotta Fight -Instrumental-」         | いくら | たけし     | 4:30 |
| 6.                                     | 「We Gotta Fight -TV Size Instrumental-」 | いくら | たけし     | 1:27 |
| 合計時間:                              | 合計時間:                                 | 19:32  |            |      |

| #  | タイトル                       | 作詞 | 作曲・編曲 |
| -- | ------------------------------ | ---- | ---------- |
| 1. | 「We Gotta Fight Music Video」 |      |            |

## チャート成績
| チャート (2017年)        | 最高位 |
| ------------------------ | ------ |
| 日本 (オリコン)          | 48     |
| 日本 (Top Singles Sales) | 49     |